# Małe trolle i duża powódź
Małe trolle i duża powódź (szw. Småtrollen och den stora översvämningen) – powieść Tove Jansson, pierwsza z serii książek o Muminkach, opublikowana w 1945 roku.

## Geneza
Tove Jansson zaczęła pisać książkę zimą 1939 roku, mając ochotę napisać bajkę; bohaterem jej uczyniła Muminka, którego postaci podówczas używała do sygnowania rysunków satyrycznych. Niedokończone opowiadanie przeleżało do 1945, kiedy za radą przyjaciela je dokończyła i sporządziła ilustracje. Wedle samej autorki jest inspirowane książkami Verne'a (motyw poszukiwania ojca z Dzieci kapitana Granta) i Carlo Collodiego. Opublikowana pod koniec II wojny światowej książka odbija niepokój wojny, panujący także w rodzinie Janssonów (jeden z braci Tove był żołnierzem na froncie). Jest to widoczne m.in. w ilustracjach, utrzymanych w ciemnych i stonowanych kolorach, odmiennych od późniejszych publikacji autorki. Była to pierwsza książka opowiadająca o Muminkach, jednak uważa się ją za zapowiedź serii, jako że większość głównych postaci pojawia się dopiero w kolejnej książce Kometa nad Doliną Muminków (aczkolwiek w Dużej powodzi występuje mały stworek, prototyp Ryjka). W języku polskim  książka ukazała się po raz pierwszy w 1995 roku w tłumaczeniu Teresy Chłapowskiej.

## Fabuła
Mamusia Muminka oraz Muminek podróżują w poszukiwaniu Tatusia Muminka, który zagubił się podczas wędrowania z Hatifnatami. Dołącza do nich mały zwierzaczek (późniejszy Ryjek). Podczas drogi przez moczary zostają zaatakowani przez wielkiego węża, ratuje ich piękna młoda dziewczyna ze świecącymi niebieskimi włosami o imieniu Tulippa. Razem z Tulippą docierają w góry, gdzie stary człowiek zaprasza, by zamieszkali w domu, który wraz z ogrodem stworzony jest w całości ze słodyczy. Kiedy jednak uświadamiają sobie, że słońce w tym ogrodzie zostało zastąpione przez gigantyczną lampę, a słodycze nie mogą zastąpić im normalnego jedzenia, decydują się wyruszyć ponownie w drogę i docierają do plaży. Na plaży Mamusię Muminka atakuje mrówkolew, ale Muminkowi i pozostałym udaje się ją uratować. Po spotkaniu grupy Hatifnatów dołączają do nich na ich statku, na którym przeżywają wielką burzę.
Po rozstaniu z Hatifnatami spotykają chłopca o rudych włosach, mieszkającego w latarni morskiej. Tulippa decyduje się z nim zostać, lecz pozostali wędrują dalej, gdyż od chłopca dowiadują się, że widział on niedawno poszukiwanego Tatusia. Długa ulewa powoduje powódź; płynąc przez zalaną okolicę na fotelu, znajdują wiadomość w butelce od jakiegoś muminka, któremu woda zabrała dom i który ledwie się uratował. Ostatecznie, gdy woda opada, udaje im się odnaleźć Tatusia Muminka (który był nadawcą listu). Ponownie zjednoczona rodzina Muminków i mały zwierzaczek znajdują dom, zbudowany przez Tatusia oraz przeniesiony przez powódź do małej dolinki, i decydują się w nim zamieszkać.